# Verschueren Orgelbouw
Verschueren Orgelbouw ist eine niederländische Orgelbaufirma in Heythuysen, die weltweit tätig ist.

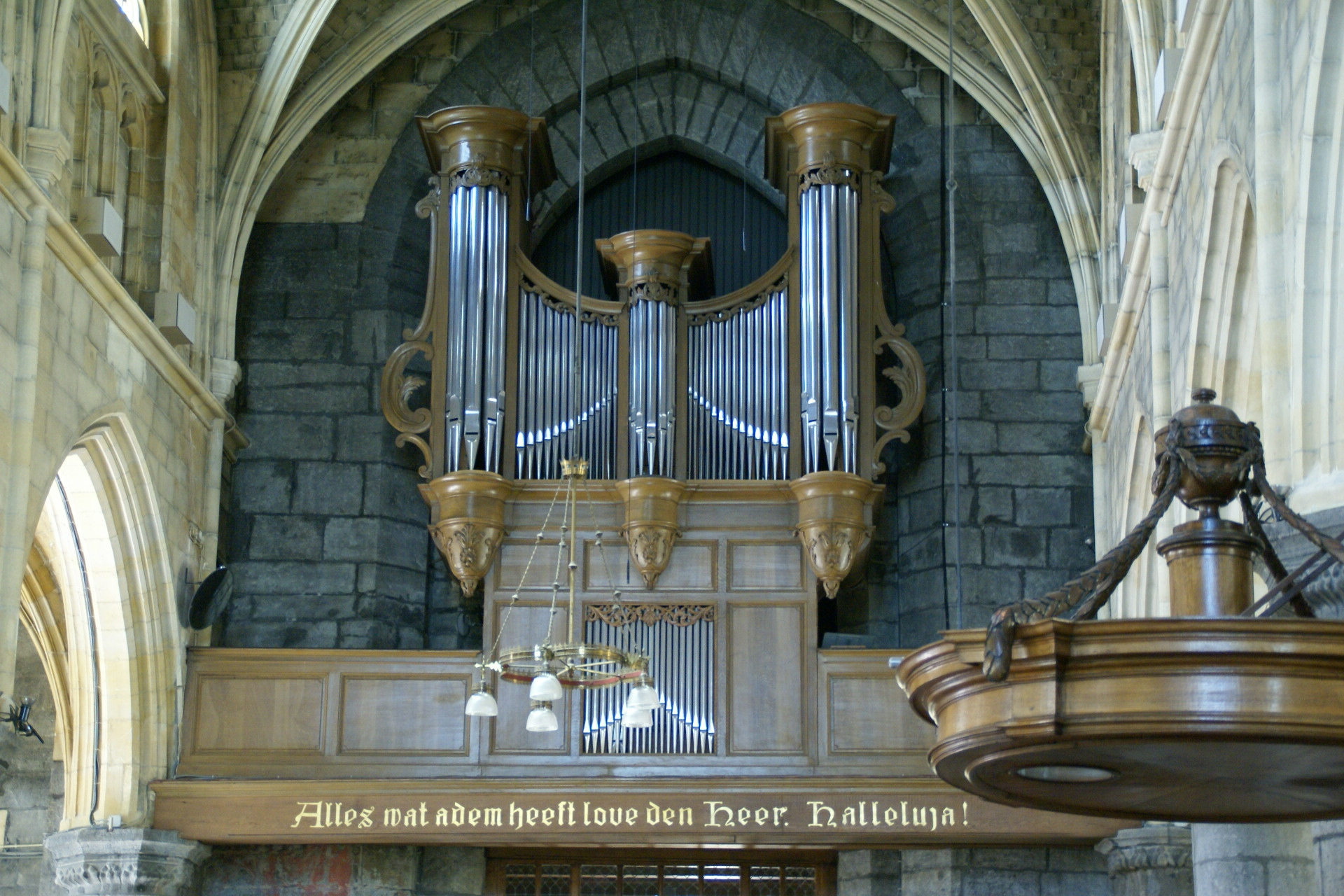
Verschueren-Orgel in der Sint-Janskerk (Maastricht) Neubau von 1992 in altem Gehäuse

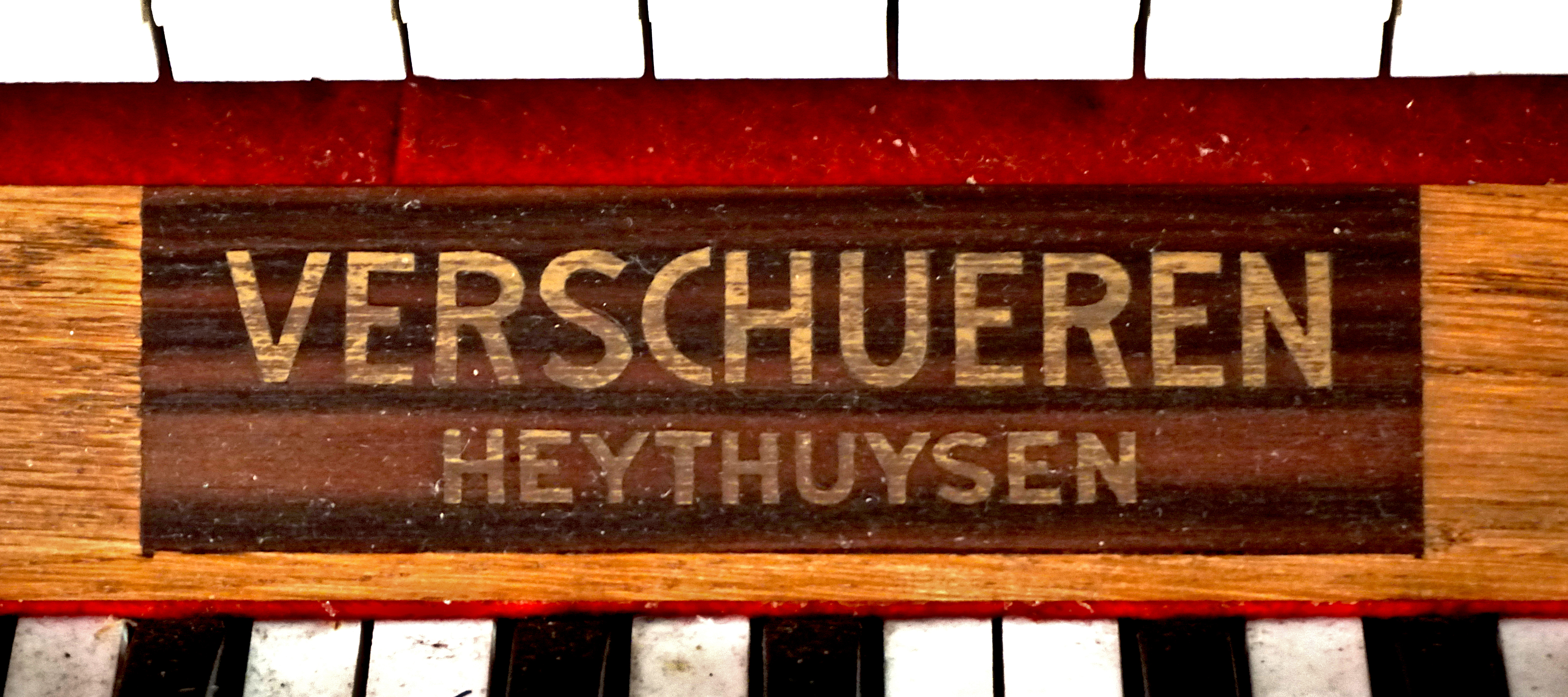
Firmenschild der Marke Verschueren in der Franziskanerkirche in Gleiwitz/Oberschlesien

## Firmengeschichte
Am 5. Mai 1891 gründete Leon Verschueren (1866–1957) seine Firma, die zuerst Orgelteile für andere Werkstätten anfertigte. Man ging aber bald zum Bau ganzer Orgeln über. Von 1904 bis 1955 war in der Werkstatt der aus einer süddeutschen Orgelbauerfamilie stammende Max Bittner tätig, der spätromantische Prinzipien einführte. Von 1920 bis 1977 waren vier Söhne (Leon, Emile, Ton und Frans) in der Firma tätig. Die Leitung hatte Leon II (1903 bis 1983). In dieser Zeit wurde die größte Orgel der Firma für die Sint-Catharinakerk (Eindhoven) nach den Vorstellungen der Orgelbewegung gebaut. Emile und sein Sohn George führten von 1937 bis 1998, dem Tod von George, einen Filialbetrieb in Tongern, Belgien, der 1951 selbständig wurde und auch nach Deutschland lieferte. 1977 übernahm mit Léon III, dem Sohn von Frans, die dritte Generation die Firma. 2010 wurde die Firma in eine Stiftung umgewandelt, die Stichting Verschueren Orgelbouw Heythuysen. Seitdem ist Johan Zoutendijk, angestellter Orgelbaumeister, Direktor der Firma.

## Werkliste
Auswahl mit Schwerpunkt aus dem deutschen Sprachraum. Die Nummern der Werkliste umfassen auch Reparaturen.
| Jahr     | Opus | Ort                          | Gebäude                                           | Bild | Manuale                                                                                              | Register | Bemerkungen |  |
| -------- | ---- | ---------------------------- | ------------------------------------------------- | ---- | --- | -------- | --- |  |
| 1949     |      | Mestlin                      | Dorfkirche                                        |      | II/P                                                                                                 | 11       | Freipfeifenprospekt |  |
| 1954     | 312  | Mainz                        | St. Peter (Mainz)                                 |      | III/P                                                                                                | 40       | Ursprünglich für die Augustinerkerk in Nimwegen gebaut, 1984 aufgekauft und 1988 von der Fa. Heinz Wilbrand in Übach-Palenberg in einem neunachsigen neobarocken Prospekt neu aufgebaut und um ein Register ergänzt |  |
| 1964     | 623  | Düren                        | St. Bonifatius (Düren)                            |      | III/P                                                                                                | 31       | Kirche wurde in einen Kindergarten umgewandelt. Es finden aber weiterhin Gottesdienste dort statt. 2021 wurde die Orgel durch Orgelbau Friedrich Tzschöckel (Althütte) umfassend restauriert.                       |  |
| 1966     |      | Eupen                        | St. Nikolaus (Eupen)                              |      | III/P                                                                                                | 37       | Im historischen Gehäuse von Guillaume Robustelly (Lüttich) aus dem Jahr 1763; Zu einem Späteren Zeitpunkt Austausch der Registerwippen und Einbau einer Setzeranlage                                                |  |
| 1969     | 772  | Gliwice deutsch Gleiwitz     | Herz Jesu                                         |      | II/P                                                                                                 | 21       | Ursprünglich für die Kirche St. Konrad in Düsseldorfie-Flingern Nord gebaut, 2008 nach Gleiwitz verkauft. |  |
| 1970     | 816  | Köln-Mülheim                 | St. Antonius                                      |      | II/P                                                                                                 | 16       | |  |
| 1971     | 817  | Köln                         | St. Gregorius im Elend                            |      | Orgel wurde 2015 durch Weimbs Orgelbau restauriert und auf die neu errichtete Orgelempore umgesetzt. |          | |  |
| 1983     |      | Iveldingen                   | St. Barbara                                       |      | I/P                                                                                                  | 9        | |  |
| bis 1987 |      | Krefeld                      | St. Hubertus                                      |      | |          | Orgel wurde 1987 in der Kirche St. Hubertus aufstellt. |  |
| 1994     | 1053 | Kuopio-Männistö (FI)         | St. Johannes (Pyhän Johanneksen kirkko)           |      | II/P                                                                                                 | 25       | → Orgel |  |
| 1999     | 1072 | Naarn im Machlande (A)       | Pfarrkirche Naarn                                 |      | I/P                                                                                                  | 13 1/2   | Auch das barocke Gehäuse ist neu und der Einrichtung der Kirche angepasst. |  |
| 1999     | 1075 | Andrichsfurt                 | Pfarrkirche Andrichsfurt                          |      | I/P                                                                                                  | 11       | Erste Orgel der Fa. in Österreich, Aufbau in altem Gehäuse unter Wiederverwendung von 2 Registern |  |
| 2000     |      | Breitenwang                  | Pfarrkirche Breitenwang                           |      | III/P                                                                                                | 31       | |  |
| 2002     | 1084 | Eppan (Südtirol)             | St. Pauli Bekehrung                               |      | II/P                                                                                                 | 21       | Schwalbennestorgel, ersetzt eine Schwarzenbach-Orgel |  |
| 2004     | 1086 | Lana (Südtirol)              | Heilig-Kreuz-Kirche (Lana)                        |      | III/P                                                                                                | 42       | |  |
| 2005     | 1098 | St. Peter am Kammersberg (A) | Pfarrkirche St. Peter am Kammersberg              |      | II/P                                                                                                 | 15       | Orgel im Chor der Pfarrkirche St. Peter am Kammersberg Die Orgel wurde am 11. Juni 2005 von Bischof Egon Kapellari geweiht.                                                                                         |  |
| 2007     | 1101 | Bayreuth                     | Hochschule für evangelische Kirchenmusik Bayreuth |      | III/P                                                                                                | 16       | Im Andachtsraum der Hochschule |  |
| 2008     | 1103 | Wilten                       | Stift Wilten                                      |      | III/P                                                                                                | 53       | |  |